# Éric Serra

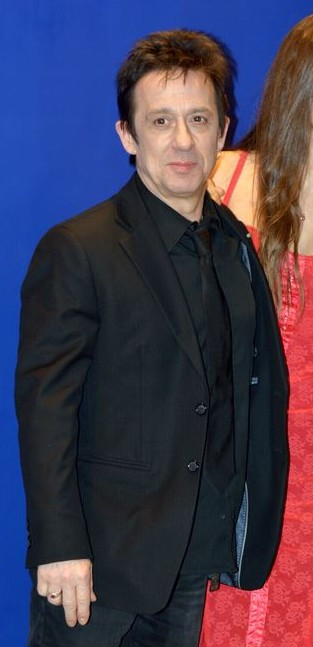
Eric Serra bei der César-Verleihung 2016

Éric Serra (* 9. September 1959 in Paris, Frankreich) ist ein französischer Filmkomponist.

## Leben
Zur Musik kam Éric Serra durch seinen Vater Claude Serra, der in Frankreich ein bekannter Liedermacher war. Seine Mutter verstarb, als er sieben Jahre alt war. Im Alter von elf Jahren begann er, Gitarre zu spielen. Mit 15 Jahren trat Serra zusammen mit einigen Bands als Gitarrist auf. 1976 galt er als einer der gefragtesten Studio-Gitarristen mit über 50 Einspielungen mit internationalen Pop-Künstlern wie Jacques Higelin, Pierre Meige und Youssou N’Dour.
1981 traf Serra das erste Mal auf den Regisseur Luc Besson, der ihn zur Filmmusik brachte. Serra komponierte die Musik für den Kurzfilm Avant dernier, L. Serra freundete sich mit Besson an und war fortan dessen Stammkomponist. Er vertonte später weitere sehr bekannte Filme von Luc Besson, dazu gehören etwa Im Rausch der Tiefe (1988), Nikita (1990), Léon – Der Profi (1994), Das fünfte Element (1997) und Johanna von Orleans (1999).
1995 komponierte Serra die Musik zu GoldenEye, dem 17. James-Bond-Film. 1998 veröffentlichte er ein Rock-Album mit dem Titel RXRA.
2018 wurde er in die Academy of Motion Picture Arts and Sciences berufen, die jährlich die Oscars vergibt.

## Musik und Wirkung in der Öffentlichkeit
Éric Serra gehört zu den experimentellen Filmkomponisten, was seine Arbeit umstritten macht. Seine eher düstere Komposition zum James-Bond-Film GoldenEye sorgte für Irritationen. War man die orchestrale Musik eines John Barry aus früheren Bond-Filmen gewohnt, setzte Serra auf eine Mischung aus orchestraler und elektronischer Musik, um die Kälte der in dem Film vorkommenden damaligen Sowjetunion darzustellen. Da diese neue Form beim Publikum nicht ankam, durfte Serra bisher nur einen James-Bond-Film vertonen. Mit den Filmmusiken zu Das fünfte Element und Im Rausch der Tiefe gelang ihm hingegen ein großer kommerzieller Erfolg, da seine neuartigen Kompositionen wie geschaffen für diese Filme wirkten.

## Bekannte Soundtracks (Auswahl)
- 1983: Der letzte Kampf (Le Dernier Combat – Regie: Luc Besson)
- 1985: Subway (Regie: Luc Besson)
- 1987: Im Rausch der Tiefe (Le grand bleu – Regie: Luc Besson)
- 1990: Nikita (Regie: Luc Besson)
- 1994: Léon – Der Profi (Léon – Regie: Luc Besson)
- 1995: James Bond 007 – GoldenEye (GoldenEye – Regie: Martin Campbell)
- 1997: Das fünfte Element (Le Cinquième Élément – Regie: Luc Besson)
- 1999: Johanna von Orleans (The Messenger: The Story of Joan of Arc – Regie: Luc Besson)
- 2001: L’Art (délicat) de la séduction (Regie: Richard Berry)
- 2002: Rollerball (Regie: John McTiernan)
- 2002: Jet Lag – Oder wo die Liebe hinfliegt (Décalage horaire – Regie: Danièle Thompson)
- 2003: Bulletproof Monk – Der kugelsichere Mönch (Bulletproof Monk – Regie: Paul Hunter)
- 2006: Bandidas (Regie: Joachim Roenning, Musik: Thierry Eliez)
- 2006: Arthur und die Minimoys (Arthur et les Minimoys – Regie: Luc Besson)
- 2009: Arthur und die Minimoys 2 – Die Rückkehr des bösen M (Arthur et la Vengeance de Maltazard – Regie: Luc Besson)
- 2010: Adèle und das Geheimnis des Pharaos (Les aventures extraordinaires d’Adèle Blanc-Sec – Regie: Luc Besson, Musik: Thierry Eliez)
- 2010: Arthur und die Minimoys 3 – Die große Entscheidung (Arthur et la Guerre des deux mondes – Regie: Luc Besson)
- 2011: The Lady (Dans la Lumière – Regie: Luc Besson)
- 2014: Lucy (Regie: Luc Besson)
- 2017: Renegades – Mission of Honor (Renegades – Regie: Steven Quale)
- 2019: Anna (Regie: Luc Besson)
- 2023: Dogman (Regie: Luc Besson)

## Auszeichnungen
- Broadcast Music Incorporated (BMI)-Award in der Kategorie Beste Filmmusik für GoldenEye
- 2000: César-Nominierung in der Kategorie Beste Filmmusik für Johanna von Orleans
- 1998: César-Nominierung in der Kategorie Beste Filmmusik für Das fünfte Element
- 1995: César-Nominierung in der Kategorie Beste Filmmusik für Léon – Der Profi
- 1991: César-Nominierung in der Kategorie Beste Filmmusik für Nikita
- 1989: César in der Kategorie Beste Filmmusik für Im Rausch der Tiefe
- 1986: César-Nominierung in der Kategorie Beste Filmmusik für Subway